# Зауэр, Генрих
Генрих Зауэр (нем. Heinrich Sauer; 22 февраля 1870, Франкфурт-на-Майне — 12 марта 1955, Бонн) — немецкий дирижёр.
Учился в Консерватории Хоха у Энгельберта Гумпердинка и Ивана Кнорра. В 1892 г. получил место капельмейстера в оркестре Эльберфельда, три года спустя перешёл на работу в Кобленцскую оперу.
На рубеже XIX—XX веков руководил курортным оркестром в Бад-Кройцнахе, затем филармоническим оркестром в Кобленце. В 1907 г. вместе с оркестром переехал в Бонн: оркестр был переименован в Боннский городской оркестр (ныне Бетховенский оркестр), а Зауэр стал первым городским дирижёром. Он возглавлял коллектив на протяжении 15 лет. За это время оркестр установил отношения постоянного сотрудничества с Рихардом Штраусом, за его пульт становились также Макс Брух и Макс Регер (много позже Зауэр входил в попечительский совет Института Макса Регера в Карлсруэ).
Именем Зауэра названа улица (Heinrich-Sauer-Straße) в Бонне.